# Serra da Penha

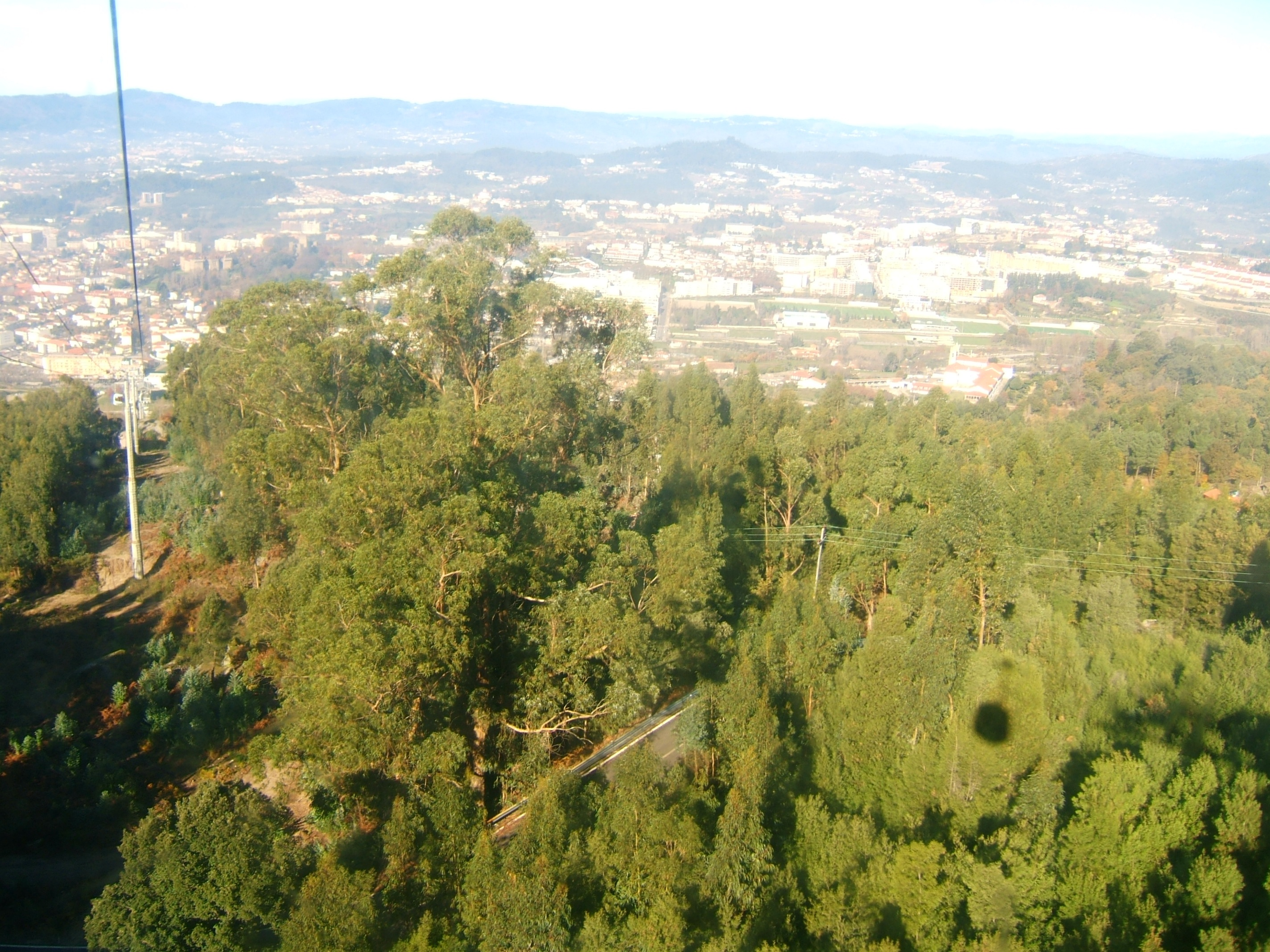
Blick auf Penha-Straße und Stadt, von der Seilbahn gesehen

Die Serra da Penha (zu Deutsch Felsberg, auch Monte Santa Catarina genannt) ist der Hausberg der portugiesischen Weltkulturerbe- und  Kulturhauptstadt Europas des Jahres 2012 Guimarães im Norden des Landes.
Der gut 600 Meter hohe granitene Berg liegt etwa zwei Kilometer südöstlich des historischen Altstadtzentrums. Der Berg ist über Straßen oder durch eine etwa zehnminütige Fahrt mit der Gondelbahn erreichbar, deren Talstation sich in Costa, einer Gemeinde der Stadt Guimarães, befindet. Auf dem Gipfelplateau befindet sich das von dem renommierten portugiesischen Architekten José Marques da Silva in den 1930er Jahren geplante und in seinem Sterbejahr 1947 eröffnete Santuário da Senhora da Penha, eine Pilgerstätte. Auf dem Berg gibt es außerdem Freizeiteinrichtungen, unter anderem Reitgelegenheit, Minigolf, einen Minizug für Touristen und Verpflegungsmöglichkeiten.

## Weblinks

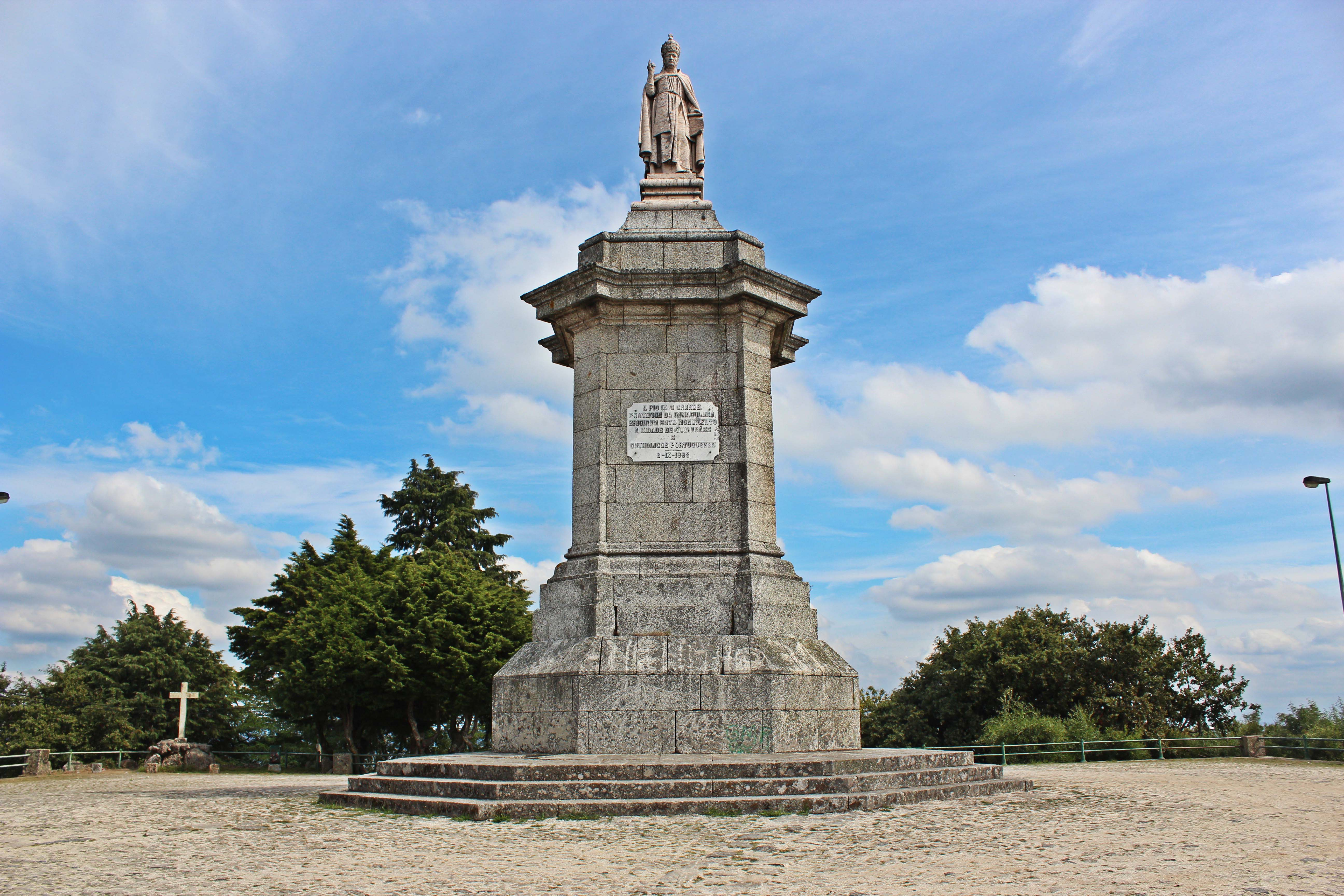
Statue von Pius IX. auf dem Gipfel
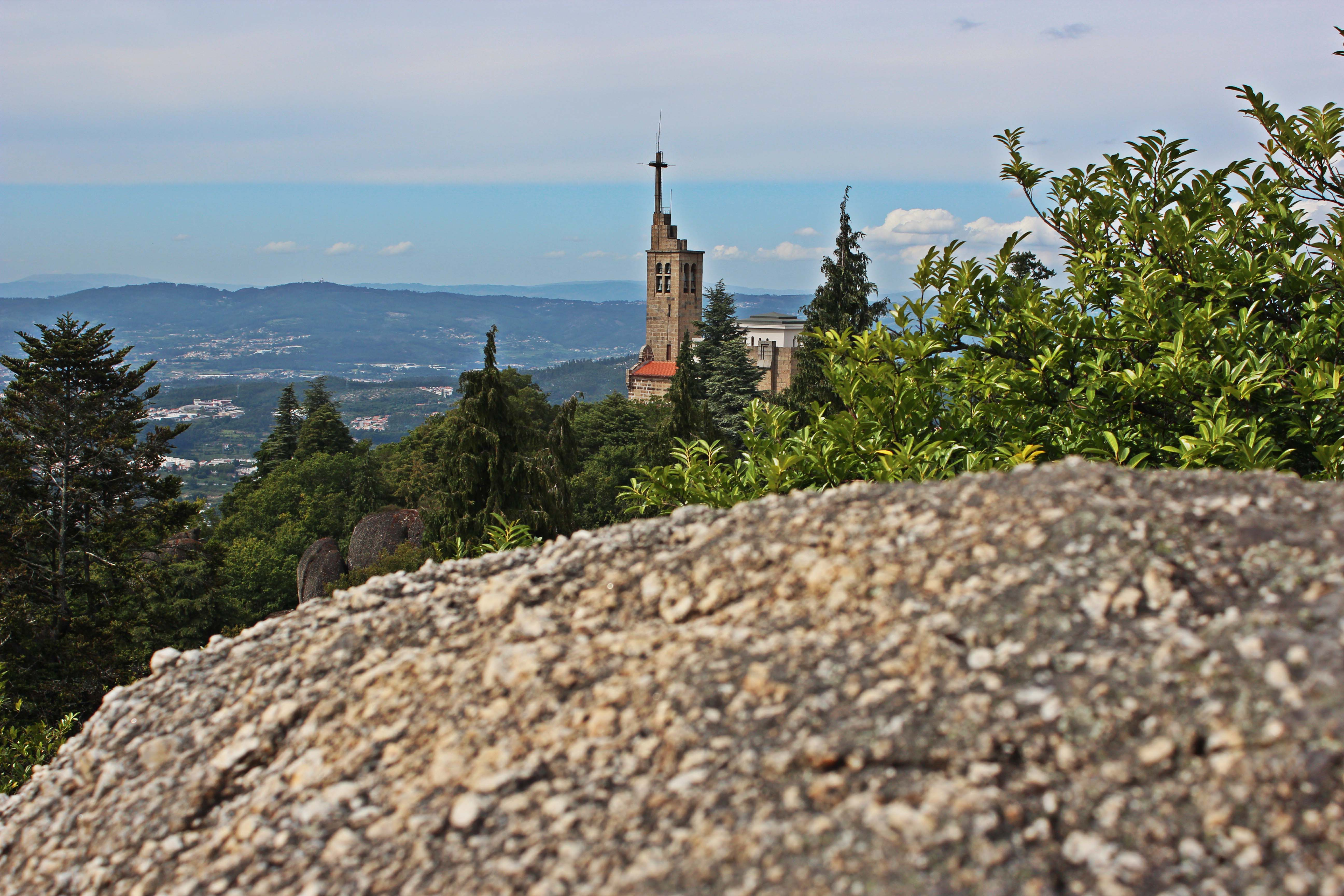
Blick auf das Santuário da Penha
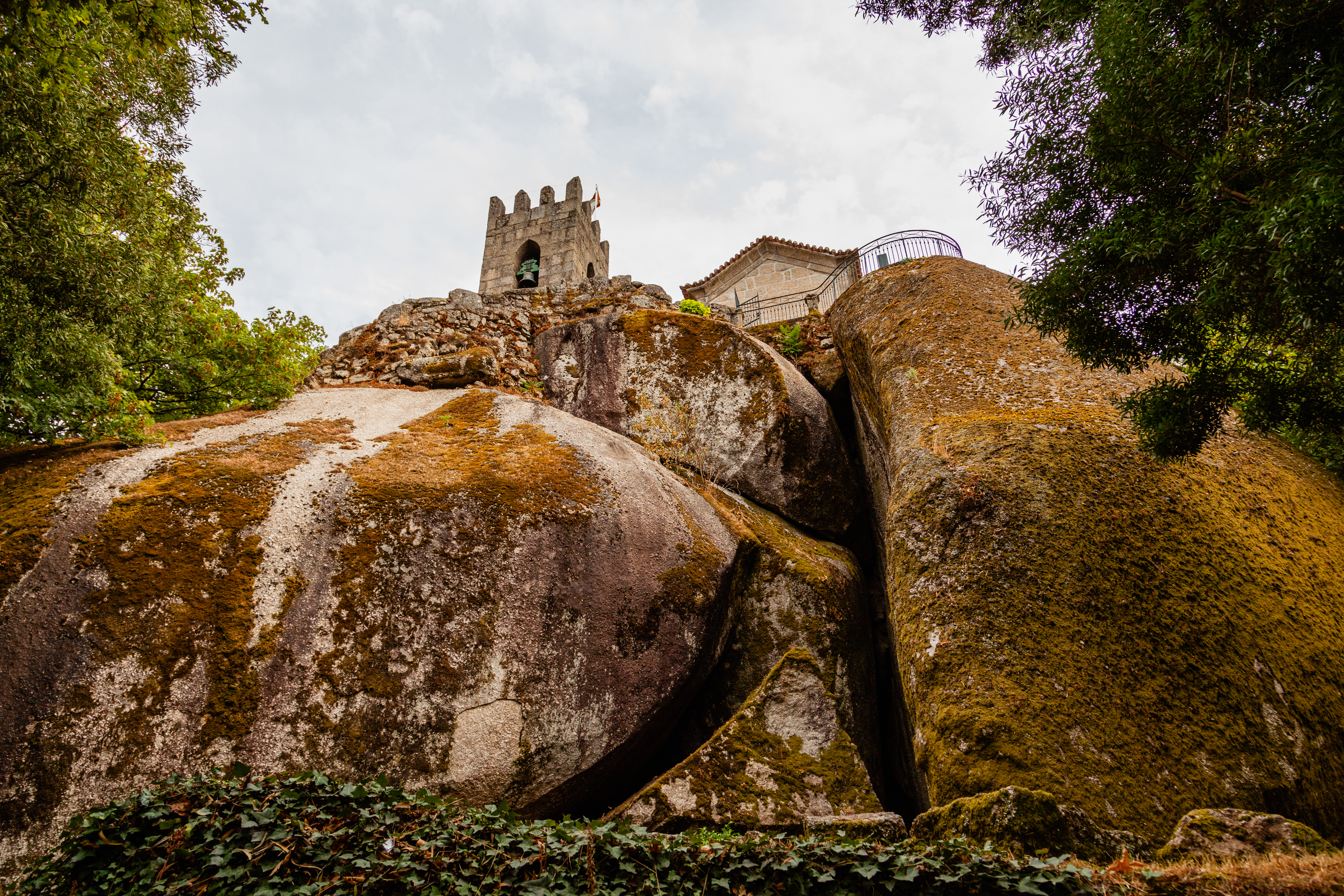
Felsen auf dem Serra da Penha
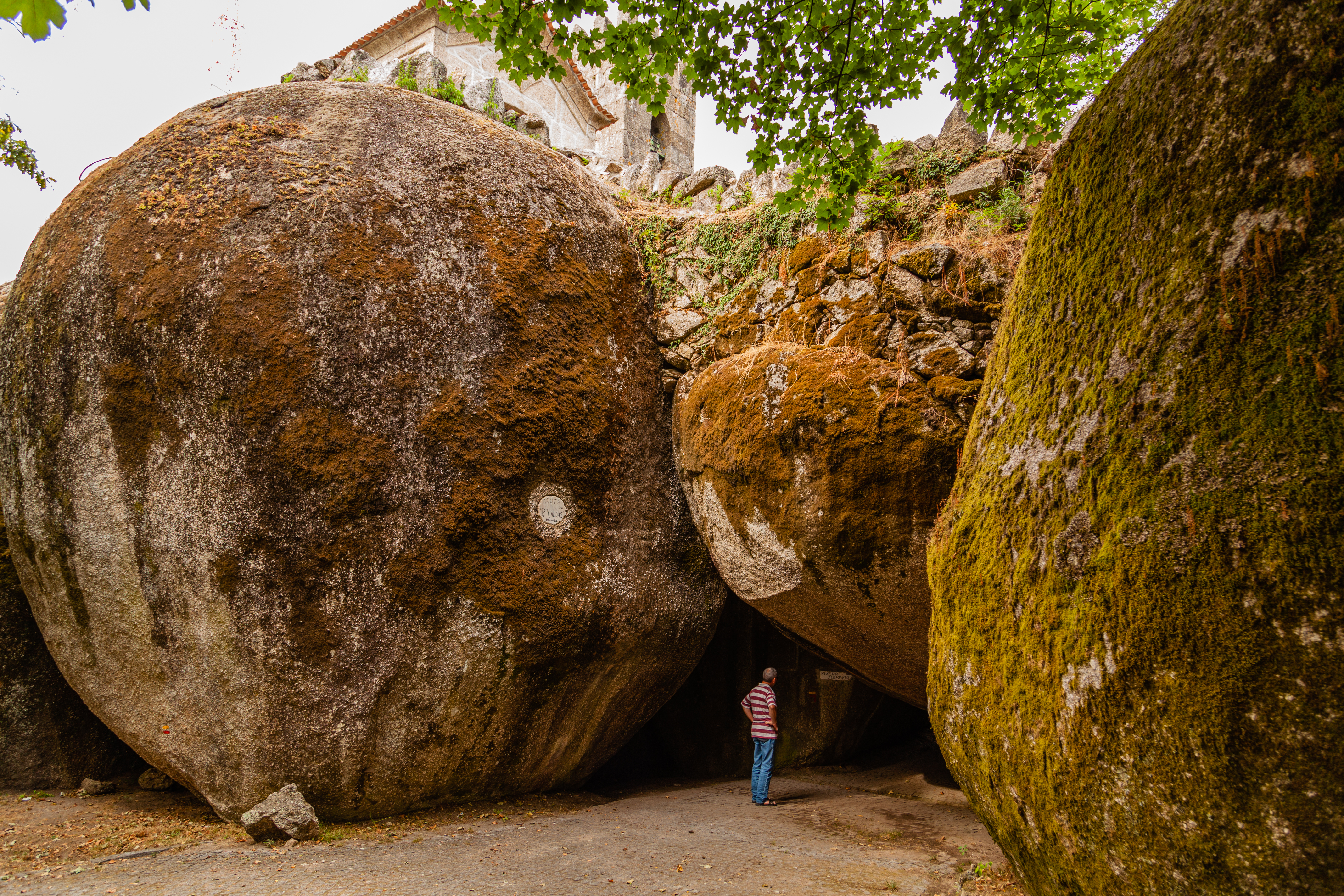
Felsen auf dem Serra da Penha